# Sana Mersni
Sana Mersni (sinh ngày 1 tháng 12 năm 1984) là một chính trị gia người Tunisia, là một phó trong Hội đồng Đại diện của Nhân dân.

## Cuộc sống ban đầu và giáo dục
Mersni sinh ngày 1 tháng 12 năm 1984 tại Jendouba. Cô học văn học trước khi hoàn thành bằng thạc sĩ về khoa học hình sự tại Trường Luật Đại học Tunis El Manar. Cô đang viết luận án tiến sĩ về quá trình chuyển đổi dân chủ ở Tunisia.

## Sự nghiệp
Mersni hành nghề luật sư nhưng không có kinh nghiệm chính trị trước khi cô tham gia Phong trào Ennahda và được bầu vào Quốc hội lập hiến quốc gia năm 2011 để đại diện cho khu vực bầu cử của Jendouba. Cô đã tham gia viết Hiến pháp 2014. Sau đó, cô được bầu vào Hội đồng Đại diện Nhân dân năm 2014. Cô là một báo cáo viên của Ủy ban Pháp lý Tổng hợp.
Năm 2014, Mersni và Latifa Habachi đã đề xuất sửa đổi hiến pháp để trao quyền cho chính phủ đề cử các thành viên của ngành tư pháp. Nó bị phản đối mạnh mẽ bởi các thành viên phe đối lập của Mặt trận Dân chủ và Khối Dân chủ và dẫn đến một cuộc gọi từ Syndicate của Thẩm phán Tunisia về các cuộc đình công, nhưng được 109 phiếu chấp nhận. Năm 2015, khi quốc hội Tunisia khôi phục hình phạt tử hình cho tội ác khủng bố, Mersni lưu ý rằng họ sẽ không ngăn chặn "những kẻ khủng bố tìm đến cái chết để đến thiên đường".